# Římskokatolická farnost Rychnůvek
Římskokatolická farnost Rychnůvek je zaniklým územním společenstvím římských katolíků v rámci českokrumlovského vikariátu českobudějovické diecéze.

## O farnosti

### Historie
Rychnůvek, původně zvaný Německý Rychnov býval kdysi vesnicí, ve které je k roku 1384 doložena plebánie. Z vesnice se v průběhu let stalo městečko a místní farnost byla v roce 1783 povýšena na děkanství. Městečko bylo přirozeným centrem pro osady a samoty v okolí. V letech 1790–1856 zde existoval vikariát, který zahrnoval několik farností.
Do farnosti Rychnůvek patřily osady Rychnůvek, Pasečná, Jasánky, Otov, Růžový Vrch, Horní Hraničná, Dolní Hraničná, Muckenschlag (Komáří Paseka), Horní Ureš, Rožnov, Pernek, Svatý Tomáš, Mezilesí (německy Multerberg), Linda, Multerberské chalupy (německy Multerberger Waldhäuser) a Lindské Chalupy. Po roce 1945 byl Rychnůvek zahrnut do pohraničního pásma a celé městečko bylo srovnáno se zemí.

#### Vzpomínky P. Jana Ungera
Zajímavým pramenem k historii Rychnůvku, zvláště pak místní farnosti, jsou vzpomínky P. Jana Ungera, který byl v Rychnůvku v letech 1922–1924 kaplanem. Vzpomínky byly sepsány v roce 1944 a dedikovány tehdy ještě žijícímu rychnůveckému děkanovi, P. Vincenci Grossovi. Unger později působil postupně ve Vimperku, Ševětíně a nakonec v Nedvědicích u Soběslavi. Dožil v charitním domově v Senohrabech u Benešova ve středních Čechách, kde dne 6. září 1970 zemřel.

### Současnost
Farnost Rychnůvek ke dni 31. 12. 2019 zanikla. Jejím právním nástupce je Římskokatolická farnost Frymburk.
| Kostel             | Místo       | Bohoslužba             | Bohoslužba             | Poznámka             |
| ------------------ | ----------- | ---------------------- | ---------------------- | -------------------- |
| Kostel sv. Václava | Rychnůvek   | nelze sloužit          | nelze sloužit          | zbořený farní kostel |
| Kostel Božího Těla | Svatý Tomáš | neslouží se pravidelně | neslouží se pravidelně | filiální kostel      |